# Derivatização
A derivatização é uma técnica utilizada em química para transformar uma substância  em outra de estrutura semelhante (um derivado), por meio de reação química.
Geralmente, um grupo funcional específico da substância em questão é alvo da reação de derivatização. O derivado obtido possui propriedades diferentes, como solubilidade, ponto de ebulição, ponto de fusão e o estado de agregação. As novas propriedades resultantes podem facilitar processos de quantificação, separação entre outros.
Técnicas de derivatização são frequentemente empregadas em análises químicas de misturas, por exemplo, por espectroscopia de fotoelétrons excitados por raios X , espectrometria de massas e cromatografia líquida de alta eficiência.